# سباستین کوردووا
سباستین کوردووا (اسپانیایی: Sebastián Córdova‎؛ زادهٔ ۱۲ ژوئن ۱۹۹۷) بازیکن فوتبال اهل مکزیک است.
از باشگاه‌هایی که در آن بازی کرده‌است می‌توان به باشگاه فوتبال منچستر یونایتد اشاره کرد.
وی همچنین در تیم‌های ملی فوتبال زیر ۲۳ سال مکزیک، و مکزیک بازی کرده‌است.